# Somatina
Somatina är ett släkte av fjärilar. Somatina ingår i familjen mätare.

## Dottertaxa tillSomatina, i alfabetisk ordning[1]
- Somatina accraria
- Somatina aequidiscata
- Somatina anaemica
- Somatina anthophilata
- Somatina apicipuncta
- Somatina bapta
- Somatina cana
- Somatina candida
- Somatina catacissa
- Somatina centrofasciaria
- Somatina centrophora
- Somatina chalybeata
- Somatina chalyboeata
- Somatina congruaria
- Somatina ctenophora
- Somatina discata
- Somatina eurymitra
- Somatina extrusata
- Somatina figurata
- Somatina fletcheri
- Somatina fraus
- Somatina fungifera
- Somatina hombergi
- Somatina impunctulata
- Somatina indicataria
- Somatina ioscia
- Somatina irregularis
- Somatina lemairei
- Somatina lia
- Somatina maculata
- Somatina maeandrata
- Somatina mendicaria
- Somatina microphylla
- Somatina morata
- Somatina mozambica
- Somatina nigridiscata
- Somatina nucleata
- Somatina obscuriciliata
- Somatina omicraria
- Somatina ossicolor
- Somatina pernigrata
- Somatina plynusaria
- Somatina postlineata
- Somatina probleptica
- Somatina prouti
- Somatina purpurascens
- Somatina pythiaria
- Somatina rhodochila
- Somatina rosacea
- Somatina rubridisca
- Somatina rufifascia
- Somatina rufitacta
- Somatina sanctithomae
- Somatina scenica
- Somatina sedata
- Somatina sordida
- Somatina sublucens
- Somatina subviridata
- Somatina sufflava
- Somatina syneorus
- Somatina transfigurata
- Somatina transvehens
- Somatina triocellata
- Somatina vestalis
- Somatina wiltshirei
- Somatina virginalis